# Los Altos (Argentyna)
Los Altos – miasto w Argentynie, w prowincji Catamarca, w departamencie Santa Rosa.
Według danych szacunkowych na rok 2010 miejscowość liczyła 4 490 mieszkańców.